# Claopodium perssonii
Claopodium perssonii là một loài rêu trong họ Thuidiaceae. Loài này được Abramova & I.I. Abramov mô tả khoa học đầu tiên năm 1958.
Danh pháp khoa học của loài này chưa được làm sáng tỏ. 